# 3. Magyar Filmdíj-gála
A 3. Magyar Filmdíj átadó ünnepségre, amelyen a 2017-ben forgalomba hozott, s a Magyar Filmakadémia tagjai által legjobbnak ítélt magyar alkotásokat részesítették elismerésben, a 4. Magyar Filmhét után egy hónappal, 2018. március 11-én került sor Budapesten, a Vígszínházban. A gálaműsor rendezője Seres Tamás forgatókönyvíró, televíziós rendező, házigazdái pedig a Bagi Iván-Nacsa Olivér páros.
Az 5 műfaji kategória mellett (nagyjátékfilm, tévéfilm, kisjátékfilm, dokumentumfilm és animációs film) 16 szakmai kategóriában (rendező, női és férfi főszereplő, forgatókönyv (játékfilmek és tévéfilmek esetében egyaránt), női és férfi mellékszereplő, operatőr, vágó, zeneszerző, díszlet/látvány/jelmeztervező, smink-, fodrász-, maszkmester, valamint hangmester – adtak ki díjakat.
A Filmhétre benevezett alkotások közül a jelölt filmek, illetve alkotók listáját a Filmakadémia tagjai titkos szavazással választották meg, az eredményt 2018. február 11-én, a filmhét záróeseményeként hozták nyilvánosságra. Az egyes kategóriák nyerteseiről az akadémiai tagok újabb titkos szavazással döntöttek.
A nagyközönség ez évben is kiválaszthatta kedvencét a filmhéten bemutatott alkotások közül. A közönségdíjért folytatott internetes szavazás 2018. február 19. és március 8. között zajlott le.
Az előzetes várakozásoknak megfelelően Enyedi Ildikó Testről és lélekről című, Arany Medve díjas, Oscar-díjra jelölt filmdrámája kapta a legtöbb jelölést (14), csupán zenéje és jelmeze maradt ki a javasoltak közül, viszont két mellékszereplő színésznőjét is díjra jelölték. Ugyancsak nagyszámú, 13 jelölést tudhat magáénak Török Ferenc második világháború után játszódó drámája, az 1945; amit a Jupiter holdja és a Kincsem követ 9-9, valamint a A Viszkis 8 jelöléssel.
Az előzetes várakozásoknak megfelelően az Testről és lélekről lett a legsikeresebb, öt díjat sepert be: az alkotás lett a legjobb játékfilm, Enyedi Ildikó a legjobb rendező és forgatókönyvíró, Borbély Alexandra a legjobb színésznő, Tenki Réka a legjobb női mellékszereplő. Az amerikai útja miatt távol lévő rendezőnő helyett a stáb tagjai vették át a díjakat. A többi kiemelten sok jelölést kapott alkotás két-két díjat vihetett haza; a közönségdíjat a Kincsem nyerte el. A televíziós alkotások közül Fazakas Péter filmje, az Árulók lett a legsikeresebb. Az Illés Béláról és az általa kitalált 1849-es hős, Guszev kapitány legendájának megszületéséről készült alkotás a lehetséges öt díj mindegyikét megkapta.
A rendezvény lehetőséget adott arra, hogy megemlékezzenek a magyar filmművészet 2017-ben elhunyt személyiségeiről.

## Díjazottak és jelöltek

### Filmek
A nyertesek a táblázat első sorában, félkövérrel vannak jelölve.
| Filmes díjak | Filmes díjak |
| Legjobb játékfilm | Legjobb dokumentumfilm |
| --- | --- |
| - Testről és lélekről, producer: Mécs Mónika, Muhi András, Mesterházy Ernő (rendező: Enyedi Ildikó) - 1945, producer: Angelusz Iván, Reich Péter, Török Ferenc (rendező: Török Ferenc) - Aurora Borealis – Északi fény, producer: Major István, Gül Togay (rendező: Mészáros Márta) - A Viszkis, producer: Hutlassa Tamás, Hutlassa Barnabás (rendező: Antal Nimród) - Kincsem, producer: Hutlassa Tamás, Herendi Gábor (rendező: Herendi Gábor) | - Egy nő fogságban, rendező: Tuza-Ritter Bernadett - Elhallgatott zenekarok a 60-as, 70-es évekből, rendező: Kisfaludy András - Granny Project, rendező: Révész Bálint - Ultra, rendező: Simonyi Balázs - Visszahúz a múlt – Ember Judit portréja, rendező: Dér Asia                                                        |
| Legjobb kisjátékfilm | Legjobb animációs kisfilm |
| - Földiek, rendező: Freund Ádám - A kockaember, rendező: Dombrovszky Linda - Asszó, rendező: Fekete Tamás - Cinematographer, rendező: Novák Emil - Zabigyerek, rendező: Kölcsey Levente | - WireLess, rendező: Pataki Szandra - A kozmosz nagykövetei, rendező: Klingl Béla - Albrecht Dürer rinocérosza, rendező: Orosz István; Horkay István - Egy komisz kislány naplója – 2. epizód: Mr.Barnum cirkusza, rendező: Gyulai Líviusz - Janó Manó és az elveszett harmatcseppek, rendező: Miklósy Zoltán, Herkó Attila |
| Filmes alkotói díjak | |
| Legjobb rendező | Legjobb forgatókönyvíró |
| - Enyedi Ildikó – Testről és lélekről - Antal Nimród – A Viszkis - Mundruczó Kornél – Jupiter holdja - Török Ferenc – 1945 - Vranik Roland – Az állampolgár | - Enyedi Ildikó – Testről és lélekről - Antal Nimród – A Viszkis - Szabó Iván, Vranik Roland – Az állampolgár - Szántó T. Gábor, Török Ferenc – 1945 - Szekér András – Budapest Noir |
| Legjobb női főszereplő | Legjobb férfi főszereplő |
| - Borbély Alexandra – Testről és lélekről - Balsai Móni – Jupiter holdja - Máhr Ági – Az állampolgár - Petrik Andrea – Kincsem - Tóth Ildikó – Aurora Borealis – Északi fény | - Rudolf Péter – 1945 - Jéger Zsombor – Jupiter holdja - Morcsányi Géza – Testről és lélekről - Nagy Ervin – Kincsem - Terhes Sándor – Out – Kihűlés |
| Legjobb női mellékszereplő | Legjobb férfi mellékszereplő |
| - Tenki Réka – Testről és lélekről - Békés Itala – Testről és lélekről - Kováts Adél – Budapest Noir - Nagy Mari – 1945 - Trokán Anna – Szeretföld | - Znamenák István – Az állampolgár - Jordán Tamás – Testről és lélekről - Keresztes Tamás – Kincsem - Kovács Lehel – Kincsem - Mészáros Máté – Jupiter holdja |
| Legjobb vágó | Legjobb hangmester |
| - Kovács Zoltán – A Viszkis - Barsi Béla – 1945 - Király István, Mózes István – Kincsem - Mógor Ágnes – Brazilok - Szalai Károly – Testről és lélekről | - Balázs Gábor – A Viszkis - Balázs Gábor – Kincsem - Beke Tamás, Péterffy Máté, Székely Tamás – Aurora Borealis – Északi fény - Lukács Péter Benjámin, Székely Tamás – Testről és lélekről - Zányi Tamás – 1945 |
| Legjobb operatőr | Legjobb jelmeztervező |
| - Rév Marcell – Jupiter holdja - Herbai Máté – Testről és lélekről - Piotr Sobocinski Jr – Aurora Borealis – Északi fény - Ragályi Elemér – 1945 - Szatmári Péter – A Viszkis | - Bárdosi Ibolya – Kincsem - Breckl János – A Viszkis - Flesch Andrea – Budapest Noir - Juristovszky Sosa – 1945 - Lengyel Rita és Kemenesi Tünde – Brazilok |
| Legjobb látványtervező | Legjobb zeneszerző |
| - Ágh Márton – Jupiter holdja - Hujber Balázs – A Viszkis - Láng Imola – Testről és lélekről - Rajk László – 1945 - Valcz Gábor – Brazilok | - Szemző Tibor – 1945 - Jed Kurzel – Jupiter holdja - Kovács Márton – Hetedik alabárdos - Pacsay Attila – Budapest Noir - Szirtes Edina Mókus – Szeretföld |
| Legjobb maszkmester - vezető sminkes | Legjobb sminkes |
| - Tesner Anna, Halász Judit, Görgényi Réka – Budapest Noir - Koltai Nóra – Jupiter holdja - Kozma Éva – Aurora Borealis – Északi fény - Petrilla Orsolya – Testről és lélekről - Színek Klári, Tesner Anna – 1945 | - Fekete Rita, Makk Ildi, Jónás Kata – Kincsem - Koltai Nóra – Jupiter holdja - Kozma Éva – Aurora Borealis – Északi fény - Petrilla Orsolya – Testről és lélekről - Színek Klári, Tesner Anna – 1945 |

### Tévéfilmek
A nyertesek a táblázat első sorában, félkövérrel vannak jelölve.
| Legjobb tévéfilm | Legjobb tévéfilm |
| --- | --- |
| - Árulók, producer: Lajos Tamás (rendező: Fazakas Péter) - Csandra szekere, producer: Kálomista Gábor (rendező: Vitézy László) - Egy szerelem gasztronómiája, producer: Hidasi Dalma (rendező: Madarász Isti) - Utolsó adás, producer: Kovács Patrick (rendező: Kovács Patrick) | |
| Tévéfilmes alkotói díjak | |
| Legjobb rendező | Legjobb forgatókönyvíró |
| - Fazakas Péter – Árulók - Madarász Isti – Egy szerelem gasztronómiája - Kovács Patrick – Utolsó adás - Vitézy László – Csandra szekere | - Köbli Norbert – Árulók - Hegedűs Bálint – Egy szerelem gasztronómiája - Kovács Patrick – Utolsó adás - Sz.Szabó István, Vitézy László – Csandra szekere |
| Legjobb női főszereplő | Legjobb férfi főszereplő |
| - Sztarenki Dóra – Árulók - Balla Eszter – Egy szerelem gasztronómiája - Danis Lídia – Csandra szekere - Dobos Kata – Utolsó adás - Tenki Réka – Csandra szekere | - Hegedűs D. Géza – Árulók - Adorjáni Bálint – Csandra szekere - Bereczki Zoltán – Egy szerelem gasztronómiája - Héger Tibor – Utolsó adás                |

### Közönségdíj
| A film címe | Rendező       | Producer                      |
| ----------- | ------------- | ----------------------------- |
| Kincsem     | Herendi Gábor | Hutlassa Tamás, Herendi Gábor |

## Többszörösen jelölt és díjazott alkotások
| Jelölés | Díj | Cím                           |
| ------- | --- | ----------------------------- |
| 14      | 5   | Testről és lélekről           |
| 13      | 2   | 1945                          |
| 9       | 2   | Jupiter holdja                |
| 9       | 2   | Kincsem                       |
| 8       | 2   | A Viszkis                     |
| 6       | 0   | Aurora Borealis – Északi fény |
| 5       | 1   | Budapest Noir                 |
| 4       | 1   | Az állampolgár                |
| 3       | 0   | Brazilok                      |
| 2       | 0   | Szeretföld                    |

| Jelölés | Díj | Cím                         |
| ------- | --- | --------------------------- |
| 6       | 0   | Csandra szekere             |
| 5       | 5   | Árulók                      |
| 5       | 0   | Egy szerelem gasztronómiája |
| 5       | 0   | Utolsó adás                 |

| Jelölés | Díj | Név              |
| ------- | --- | ---------------- |
| 3       | 1   | Tesner Anna      |
| 2       | 2   | Enyedi Ildikó    |
| 2       | 1   | Balázs Gábor     |
| 2       | 1   | Tenki Réka       |
| 2       | 0   | Antal Nimród     |
| 2       | 0   | Koltai Nóra      |
| 2       | 0   | Kozma Éva        |
| 2       | 0   | Kovács Patrik    |
| 2       | 0   | Petrilla Orsolya |
| 2       | 0   | Székely Tamás    |
| 2       | 0   | Színek Klári     |
| 2       | 0   | Török Ferenc     |
| 2       | 0   | Vitézy László    |
| 2       | 0   | Vranik Roland    |